# Steve McConnell
Steven „Steve“ C. McConnell (* 1962) ist ein US-amerikanischer Autor von Software-Engineering-Büchern.
1998 wurde McConnell als eine der drei einflussreichsten Personen in der Software-Industrie bezeichnet, gemeinsam mit Bill Gates und Linus Torvalds.

## Karriere
McConnell absolvierte seinen Bachelor-Abschluss am Whitman College in Walla Walla, Washington (Magna cum laude, Phi Beta Kappa), und seinen Master-Abschluss in Software-Engineering an der Seattle University. Im Anschluss arbeitete er als Software-Entwickler im Desktop-Bereich, bevor er als Autor und Berater tätig wurde. Derzeit (März 2006) ist McConnel CEO und Chief Software Engineer der Firma Construx Inc.
Von 1998 bis 2002 war McConnell als Editor in Chief der IEEE Software tätig. Er war zudem Vorsitzender des IEEE Computer Society Professional Practices Committee.

## Werke (Auswahl)
- Steve McConnell: Code Complete. A practical handbook of software construction. Hrsg.: Microsoft Press. 2. Auflage. 2004, ISBN 0-7356-1967-0 (englisch, 914 S.).
- Rapid Development (1996) ISBN 0-07-285060-4
- Software Project Survival Guide (1998) ISBN 1-57231-621-7
- After the Gold Rush (1999) ISBN 0-7356-0877-6
- Professional Software Development: Shorter Schedules, Higher Quality Products, More Successful Projects, Enhanced Careers (2004) ISBN 0-321-19367-9
- Software Estimation: Demystifying the Black Art (2006) ISBN  0-7356-0535-1